# Alles gesagt?
Alles Gesagt? ist ein (hauptsächlich deutschsprachiger) Interviewpodcast von Die Zeit mit Jochen Wegner und Christoph Amend, die sich mit jeweils wechselnden Gästen unterhalten. Seit 15. Januar 2025 ist der Podcast nicht mehr kostenfrei. Die Folgen bis einschließlich 2023 können seitdem nur noch mit einem Zeit-Abonnement abgerufen werden. Das gilt auch für alle neuen Folgen, die nach der Erstveröffentlichung für Abonnenten erst mehrere Wochen später für alle Benutzer freigegeben werden.

## Inhalt
Als Besonderheit beendet nur der Gast das Interview durch Nennung eines eingangs selbstgewählten Schlussworts. Danach endet die Folge augenblicklich, es wird kein Nachwort verfasst.
Passend zum Zweittitel Der unendliche Podcast sprengt die Dauer in den meisten Folgen gängige Formate. Dies erfordert eine tiefere Vorbereitung der Moderatoren und eine längere zeitliche Verfügbarkeit des Gastes.
Die kürzeste Folge war mit Ulrich Wickert, der nach 12 Minuten versehentlich das Schlusswort Giovanni nannte. Die längste Folge ist mit 9 Stunden und 46 Minuten das Interview mit Matthias Maurer.
Im Dezember 2019 wurde mit dem Gast Ian McEwan die erste englischsprachige Folge aufgenommen.
Es gibt einige wiederkehrende Elemente, zum Beispiel das A-oder-B-oder-Weiter-Spiel, in dem die Gäste zwischen zwei Antwortoptionen wählen können, das gemeinsame Singen mit den Gästen (zum Beispiel Männer mit Herbert Grönemeyer) und dass stets für alle Essen bestellt wird, das dann in der Folge beschrieben und verzehrt wird.
Die Folgen werden im Grundsatz mit allen Teilnehmern vor Ort in der Wohnung der Produzentin Maria Lorenz-Bokelberg in Berlin aufgenommen. Aufgrund der Covid-19-Pandemie wurden die Folgen 24 bis 41 überwiegend per Videoschaltung aufgezeichnet.
Am 28. Januar 2021 wurde eine Spezialfolge mit allen 34 bis zu diesem Zeitpunkt in den vorherigen Interviews gespielten A-oder-B-oder-Weiter-Spielen veröffentlicht.

## Auszeichnungen
Alles gesagt? wurde 2021 in der Kategorie Beste*r Interviewer*in mit dem Deutschen Podcastpreis ausgezeichnet.

## Episodenliste
| Nr. | Veröffentlichungsdatum | Gast                               | Titel                                                                  | Länge (Std.:Min.) | Schlusswort                                                               | Besonderheit |
| --- | ---------------------- | ---------------------------------- | ---------------------------------------------------------------------- | ----------------- | ------------------------------------------------------------------------- | --- |
| 1   | 23.04.2018             | Robert Habeck                      | Robert Habeck, ist die Welt noch zu retten – und die Grünen auch?      | 2:37              | Saphira                                                                   | vor Publikum im Deutschen Schauspielhaus Hamburg aufgezeichnet |
| 2   | 23.04.2018             | Nina Hoss                          | Nina Hoss, hatten Sie einen Übervater?                                 | 1:36              | Pudding                                                                   | Singen Sag mir, wo die Blumen sind |
| 3   | 01.06.2018             | Katarina Barley                    | Katarina Barley, wer sind Sie und wenn ja, wie viele?                  | 3:27              | Adler                                                                     | Singen Poison von Alice Cooper |
| 4   | 29.06.2018             | Tim Raue                           | Tim Raue, was haben Sie eigentlich gegen Soja-Bratwürste?              | 2:54              | Sommer Sonne Sonnenschein                                                 | Betreiber von Mustafas Gemüsedöner als Überraschungsgast |
| 5   | 10.08.2018             | Sophie Passmann                    | Sophie Passmann, warum hassen Sie Menschen?                            | 4:06              | Famos                                                                     | Singen Bella ciao |
| 6   | 11.09.2018             | Rubin Ritter                       | Rubin Ritter, schreien Sie noch vor Glück?                             | 3:34              | Bügeleisen                                                                | |
| 7   | 18.10.2018             | Christian Lindner                  | Christian Lindner, warum wollen Sie nicht regieren?                    | 3:18              | Bleiben wir einfach Optimisten (Schlussgedanke ohne wörtliche Verwendung) | |
| 8   | 04.12.2018             | Herbert Grönemeyer                 | Herbert Grönemeyer, warum werden Sie von den Deutschen so geliebt?     | 5:14              | Dankenswerterweise                                                        | Singen Männer mit Ukulele-Begleitung |
| 9   | 14.02.2019             | Jana Hensel                        | Jana Hensel, warum beschweren sich die Ossis?                          | 6:08              | Robert De Niro                                                            | Singen Go West von den Pet Shop Boys (gecovert) |
| 10  | 28.02.2019             | Dorothee Bär                       | Wann fliegen die Helikoptertaxis, Dorothee Bär?                        | 5:10              | Alles Liebe sowie Gottes reichen Segen                                    | Singen Hier kommt Alex von den Toten Hosen |
| 11  | 08.03.2019             | Ulrich Wickert                     | Gibt es noch gute Nachrichten, Herr Wickert?                           | 0:12              | Giovanni                                                                  | Schlusswort versehentlich nach 12 min gesagt |
| 12  | 29.03.2019             | Marco Börries                      | Marco Börries, wie wird man ein digitales Wunderkind?                  | 6:02              | Alión                                                                     | |
| 13  | 25.04.2019             | Julia Stoschek                     | Julia Stoschek, warum ist Kunst eine Religion?                         | 3:39              | Anna K.E.                                                                 | |
| 14  | 24.05.2019             | Ulrich Wickert                     | Uli Wickert, was ist das Geheimnis Ihres reichen Lebens?               | 4:47              | Popocatépetl                                                              | Wiederholungsgast; aufgezeichnet vor Publikum |
| 15  | 21.06.2019             | Jutta Allmendinger                 | Jutta Allmendinger, gibt es Unterschiede zwischen Frauen und Männern?  | 5:01              | Bricole                                                                   | |
| 16  | 12.08.2019             | Bas Kast                           | Bas Kast, wie ernähren wir uns richtig?                                | 4:18              | Gewürztraminer                                                            | vor Publikum auf der Re:publica aufgezeichnet |
| 17  | 11.10.2019             | Rezo                               | Rezo, warum willst du Bundeskanzler sein?                              | 8:40              | Mississippi                                                               | Singen Wie schön, dass du geboren bist von Rolf Zuckowski |
| 18  | 31.10.2019             | Carolin Emcke                      | Carolin Emcke, wie finden wir Glück?                                   | 5:14              | Pandabär                                                                  | |
| 19  | 28.11.2019             | Lena Meyer-Landrut                 | Lena Meyer-Landrut, warum darf ein Popstar nicht politisch sein?       | 5:56              | Abbruch                                                                   | |
| 20  | 20.12.2019             | Ian McEwan                         | Ian McEwan, Why Do You Want to Live Forever?                           | 2:10              | Consilience                                                               | erstes auf Englisch geführtes Interview in der Reihe |
| 21  | 09.01.2020             | Eva Schulz                         | Eva Schulz, warum ist Denken im Fernsehen verboten?                    | 3:43              | Dreitausendeins                                                           | |
| 22  | 27.02.2020             | Thomas Hitzlsperger                | Thomas Hitzlsperger, wie hat Ihr Coming-out den Fußball verändert?     | 4:37              | Verdichtung                                                               | |
| 23  | 05.03.2020             | Marc-Uwe Kling                     | Känguru Spezial: Warum geben Sie keine Interviews, Marc-Uwe Kling?     | 4:01              | Razupaltuff                                                               | Kling befragt Wegner und Amend, da er keine Interviews gibt, diese wählen selbst das Schlusswort; Gastauftritt von Klings Kunstfigur Känguru                                                                                                  |
| 24  | 02.04.2020             | Igor Levit                         | Warum brauchen Menschen jetzt Musik, Igor Levit?                       | 5:27              | Danke                                                                     | erste Videoschalt-Folge aufgrund der Covid-19-Pandemie; Levit spielte ein Hauskonzert und legte als erster Gast sein Schlusswort nicht zu Beginn fest                                                                                         |
| 25  | 21.04.2020             | Heiko Maas                         | Heiko Maas, wie regiert es sich in Zeiten von Corona?                  | 3:26              | Alpe d’Huez                                                               | |
| 26  | 24.04.2020             | Luisa Neubauer                     | Luisa Neubauer, redet noch jemand über das Klima?                      | 8:28              | Blubberlutsch                                                             | aufgezeichnet am 7. April 2020 |
| 27  | 15.05.2020             | Dunja Hayali                       | Dunja Hayali, hält Streit die Gesellschaft zusammen?                   | 7:27              | Pustekuchen Karohemd                                                      | aufgezeichnet am 27. April 2020; Hayali interviewte im Rahmen ihres Formats „Insta-Life“ Conchita Wurst |
| 28  | 03.06.2020             | Alice Hasters                      | Alice Hasters, was sollten weiße Menschen über Rassismus wissen?       | 6:36              | Lavendelbaum                                                              | aufgezeichnet am 4. Mai 2020 |
| 29  | 02.07.2020             | Thomas de Maizière                 | Thomas de Maizière, was ist heute konservativ?                         | 5:14              | Bob                                                                       | aufgezeichnet am 18. Juni 2020; wurde nach etwa einer Stunde durch de Maizières Teilnahme an einer Abstimmung im Bundestag unterbrochen |
| 30  | 23.07.2020             | Mai Thi Nguyen-Kim                 | Mai Thi Nguyen-Kim, rettet Wissenschaft die Welt?                      | 3:58              | Orang Utan Klaus                                                          | |
| 31  | 21.08.2020             | Juli Zeh                           | Juli Zeh, ist die Aufklärung am Ende?                                  | 8:07              | Hackamore                                                                 | Aufgezeichnet am 31. Juli 2020. Da Juli Zeh Landesverfassungsrichterin ist, wurden auf ihren Wunsch zwei Passagen entfernt, in denen sie sich zu Sachverhalten äußert, zu denen parallel Verfassungsbeschwerden anhängig waren.               |
| 32  | 17.09.2020             | Ólafur Elíasson                    | Ólafur Elíasson, kann Kunst die Welt retten?                           | 4:27              | Flechten                                                                  | |
| 33  | 08.10.2020             | Alice Schwarzer                    | Alice Schwarzer, wie wird man eine Frau?                               | 5:14              | Katze Mucki                                                               | aufgezeichnet am 25. September 2020 |
| 34  | 22.10.2020             | Yuval Harari                       | Yuval Harari, What Is the Meaning of Life?                             | 3:43              | Cucumber                                                                  | Interview auf Englisch; Schlusswort wäre beim A-oder-B-Spiel beinahe versehentlich gefallen |
| 35  | 26.11.2020             | Richard Socher                     | Richard Socher, was denken Maschinen?                                  | 8:17              | Tahoe                                                                     | am 17. September aufgezeichnet sowie live gestreamt |
| 36  | 17.12.2020             | Ai Weiwei                          | Ai Weiwei, Why Are You So Angry?                                       | 5:09              |                                                                           | Aufgezeichnet im August 2020 in Ai Weiweis Berliner Studio. Das Interview wurde auf Englisch geführt. Ai Weiwei weigerte sich, ein Schlusswort auszuwählen. Das Interview wurde stattdessen mit Aussicht auf spätere Fortsetzung abgebrochen. |
| 37  | 11.02.2021             | Paul Auster                        | Paul Auster, Can You Tell Us the Story of America?                     | 2:30              | Torpor                                                                    | Interview auf Englisch geführt; live gestreamt |
| 38  | 25.03.2021             | Maja Göpel                         | Maja Göpel, wie können wir die Welt neu denken?                        | 3:29              | Bambule                                                                   | |
| 39  | 16.04.2021             | Deborah Feldman                    | Deborah Feldman, wie unorthodox sind Sie?                              | 4:01              | Wiedergutmachung                                                          | aufgezeichnet am 31. März 2021 |
| 40  | 06.05.2021             | Julia von Heinz                    | Julia von Heinz, wie war es in der Antifa?                             | 4:51              | Mittagsschlaf                                                             | aufgezeichnet am 26. April; Paula Georgi vertritt Maria Lorenz als Produzentin (wg. einer Verletzung) |
| 41  | 17.05.2021             | Annalena Baerbock                  | Annalena Baerbock, wie grün ist Deutschland wirklich?                  | 2:56              | Pfaueninsel                                                               | aufgezeichnet am 11. Mai 2021 |
| 42  | 15.07.2021             | Sabine Rückert                     | Sabine Rückert, wie kamen Sie zum Verbrechen?                          | 7:31              | Amen                                                                      | Teil der Veranstaltung des Zeit-Online-Podcastfestivals am 21. Juni 2021. |
| 43  | 15.09.2021             | Günther Jauch                      | Günther Jauch, was bedeutet Ihnen Ihr Glauben?                         | 6:26              | Schnabulix                                                                | aufgezeichnet am 1. September 2021 |
| 44  | 23.09.2021             | Nora Tschirner                     | Nora Tschirner, warum erziehen wir unsere Kinder falsch?               | 3:52              | Ananas                                                                    | aufgezeichnet am 4. September 2021 vor Publikum in Hamburg |
| 45  | 28.10.2021             | Sven Regener                       | Herr Regener, wie viel Herr Lehmann sind Sie?                          | 2:19              | Auserlesen                                                                | |
| 46  | 09.12.2021             | Thea Dorn                          | Thea Dorn, warum werden Sie durch die Pandemie religiös?               | 7:31              | Trommelfisch                                                              | aufgezeichnet am 23. November 2021 |
| 47  | 10.01.2022             | Aline Abboud                       | Aline Abboud, wie war es, vor einem Krieg zu fliehen?                  | 5:33              | Nudelholz                                                                 | aufgezeichnet am 17. Dezember 2021 |
| 48  | 10.02.2022             | Maxim Biller                       | Maxim Biller, warum suchen Sie Streit?                                 | 5:43              | Odradek                                                                   | aufgezeichnet am 21. Januar 2022 |
| 49  | 18.03.2022             | Kevin Kühnert                      | Kevin Kühnert, wie groß ist diese Zeitenwende?                         | 7:56              | Belgrad                                                                   | aufgezeichnet am 13. März 2022 |
| 50  | 06.04.2022             | Olga Grjasnowa                     | Olga Grjasnowa, verstehen Sie die Russen?                              | 6:17              | Fettfreie Milch                                                           | aufgezeichnet am 22. März 2022 |
| 51  | 05.05.2022             | Christian Boros                    | Christian Boros, was ist die Kunst des Bösen?                          | 6:25              | Kotek                                                                     | aufgezeichnet am 11. April 2022 |
| 52  | 25.05.2022             | Armin Laschet                      | Armin Laschet, wie wären Sie heute als Kanzler?                        | 2:44              | Markus Söder                                                              | aufgezeichnet am 19. Mai 2022 |
| 53  | 09.06.2022             | Joachim Gauck                      | Joachim Gauck, warum braucht Deutschland einen Bundespräsidenten?      | 5:53              | Eisvogel                                                                  | aufgezeichnet am 27. Mai 2022 |
| 54  | 08.07.2022             | Jens Spahn                         | Jens Spahn, was werden wir uns alles verzeihen müssen?                 | 6:12              | Der satanarchäolügenialkohöllische Wunschpunsch                           | aufgezeichnet am 29. Juni 2022 |
| 55  | 02.08.2022             | Thomas Zurbuchen                   | Thomas Zurbuchen, wann findet die Nasa Leben im Weltall?               | 5:02              | Prognos                                                                   | aufgezeichnet am 23. Juni 2022 |
| 56  | 11.10.2022             | Melanie Brinkmann                  | Melanie Brinkmann, wie faszinierend sind diese Viren?                  | 5:33              | Sesamstraße                                                               | aufgezeichnet am 30. September 2022 |
| 57  | 25.10.2022             | Marius Müller-Westernhagen         | Marius Müller-Westernhagen, warum ist Freiheit eine Illusion?          | 6:55              | Feierabend                                                                | aufgezeichnet am 11. Juni 2022 vor Publikum als Teil des Zeit-Online-Podcastfestivals 2022. im Radialsystem in Berlin |
| 58  | 08.11.2022             | Marina Weisband                    | Marina Weisband, was stört Sie am Kapitalismus?                        | 5:42              | Pumpkin Patch                                                             | aufgezeichnet am 26. Oktober 2022 |
| 59  | 22.11.2022             | Luise F. Pusch                     | Luise Pusch, warum ist Deutsch eine Männersprache?                     | 5:22              | Jakarta                                                                   | aufgezeichnet am 5. Oktober 2022 |
| 60  | 06.12.2022             | Sascha Lobo                        | Sascha Lobo, warum brauchen wir ein neues soziales Netzwerk?           | 6:20              | Rhotazismus                                                               | aufgezeichnet am 7. September 2022 |
| 61  | 26.01.2023             | Hadija Haruna-Oelker               | Hadija Haruna-Oelker, wie schön ist die Differenz?                     | 9:16              | Utzelgutzel                                                               | aufgezeichnet am 16. Dezember 2022 |
| 62  | 17.02.2023             | Ricarda Lang                       | Ricarda Lang, was reizt Sie an der Macht?                              | 4:46              | Sapperlot                                                                 | aufgezeichnet am 1. Februar 2023 |
| 63  | 22.03.2023             | Kim de l’Horizon                   | Kim de l’Horizon, warum sind Hexen politisch?                          | 7:04              | Blauflügelige Ödlandschrecke                                              | aufgezeichnet am 12. Januar 2023 in Köln |
| 64  | 14.04.2023             | Armin Wolf                         | Armin Wolf, verstehen Sie Österreich?                                  | 6:53              | Pompfüneberer                                                             | aufgezeichnet am 23. März 2023 |
| 65  | 23.04.2023             | Maria Lorenz-Bokelberg             | Maria Lorenz-Bokelberg, warum ist in Podcasts noch nicht alles gesagt? | 4:58              | Mila                                                                      | aufgezeichnet am 5. April 2023 in Berlin; 5-Jahres-Jubiläumsfolge |
| 66  | 19.05.2023             | Gerhart Baum                       | Gerhart Baum, was wird aus Ihrer FDP?                                  | 5:39              | Meise                                                                     | aufgezeichnet am 27. April 2023 in Köln |
| 67  | 08.06.2023             | Renate Künast                      | Renate Künast, was wird aus Ihren Grünen?                              | 5:39              | Linsensuppe                                                               | aufgezeichnet am 16. Mai 2023 |
| 68  | 29.06.2023             | Armin Maiwald                      | Armin Maiwald, wie kam es zur „Sendung mit der Maus“?                  | 6:21              | „Verkapazinierung der Antipoloxen“                                        | aufgezeichnet am 30. April 2023 vor Publikum im Rahmen des Zeit-Online-Podcastfestivals. |
| 69  | 27.07.2023             | Dagmar Berghoff                    | Dagmar Berghoff, schauen Sie noch die Tagesschau?                      | 6:21              | Yorkshire                                                                 | aufgezeichnet am 11. Mai 2023 im Hotel Atlantic in Hamburg |
| 70  | 17.08.2023             | Alena Buyx                         | Alena Buyx, warum ist Leben nicht das höchste Gut?                     | 5:50              | Stannary Place                                                            | aufgezeichnet am 27. Juli 2023 |
| 71  | 07.09.2023             | Ferdinand von Schirach             | Ferdinand von Schirach, was ist ein gelungenes Leben?                  | 3:07              | Bandsalat                                                                 | aufgezeichnet am 4. August 2023 |
| 72  | 06.10.2023             | Christine Westermann               | Christine Westermann, was sollen wir lesen?                            | 5:30              | Bongotrommel                                                              | aufgezeichnet am 13. September 2023 |
| 73  | 20.10.2023             | Friederike Otto                    | Friederike Otto, ist das noch Wetter oder schon Klima?                 | 6:15              | Fagus sylvatica                                                           | aufgezeichnet am 28. September 2023 |
| 74  | 10.11.2023             | Wolf Biermann                      | Wolf Biermann, warum sind Sie kein Kommunist mehr?                     | 7:41              | Fründ Amor piert em bet opt Letzt                                         | aufgezeichnet am 6. Oktober 2023 vor Publikum in Hamburg |
| 75  | 04.12.2023             | Monika Hauser                      | Monika Hauser, wie helfen Sie Frauen im Krieg?                         | 4:10              | Achtzigster Geburtstag                                                    | aufgezeichnet am 14. November 2023 |
| 76  | 21.12.2023             | Antje Boetius                      | Antje Boetius, was ist das Geheimnis der Meere?                        | 6:36              | Gute Nacht und Dankeschön                                                 | aufgezeichnet am 23. November 2023 |
| 77  | 18.01.2024             | David Fischer                      | David Fischer, wie wird man mit Turnschuhen Millionär?                 | 4:50              | Shabbat Shalom                                                            | aufgezeichnet am 1. Dezember 2023 |
| 78  | 26.02.2024             | Sabine Leutheusser-Schnarrenberger | Sabine Leutheusser-Schnarrenberger, was ist der Wert der Freiheit?     | 5:27              | Apfelstrudel                                                              | aufgezeichnet am 5. Februar 2024 |
| 79  | 05.03.2024             | Daniel Cohn-Bendit                 | Daniel Cohn-Bendit, wie sehen Sie heute die RAF?                       | 7:26              | Ciao, Arrivederci, Au revoir                                              | aufgezeichnet am 15. Februar 2024 |
| 80  | 21.03.2024             | Herfried Münkler                   | Herfried Münkler, warum gibt es Krieg?                                 | 4:41              | Das war das Schlusswort                                                   | aufgezeichnet am 4. März 2024 |
| 81  | 04.04.2024             | Florence Gaub                      | Florence Gaub, wie denkt die Nato Frieden?                             | 6:21              | Watschenbaum                                                              | aufgezeichnet am 14. März 2024 |
| 82  | 18.04.2024             | Marie-Agnes Strack-Zimmermann      | Marie-Agnes Strack-Zimmermann, wie retten Sie die FDP?                 | 5:26              | Schümli Pflümli                                                           | aufgezeichnet am 8. April 2024 |
| 83  | 09.05.2024             | Wolfgang Tillmans                  | Wolfgang Tillmans, wie entsteht Kunst?                                 | 5:27              | Tamburin                                                                  | aufgezeichnet am 25. April 2024 |
| 84  | 23.05.2024             | Stuttgart                          | Stuttgart, was denkst du über Demokratie und die perfekte Brezel?      | 3:56              | Notausgang                                                                | aufgezeichnet am 2. Mai 2024 vor Publikum im Theaterhaus Stuttgart; ursprünglich war die Folge mit Winfried Kretschmann geplant, dem jedoch kurzfristig die Stimme versagte; Singen Muss i denn, muss i denn zum Städtele hinaus              |
| 85  | 06.06.2024             | Birgit Lohmeyer                    | Birgit Lohmeyer, wie geht Zivilcourage?                                | 3:41              | Scheiß auf Kanuti                                                         | aufgezeichnet am 28. März 2024 |
| 86  | 18.06.2024             | Louis Klamroth                     | Louis Klamroth, wie ist man hart aber fair?                            | 4:02              | Dinkelkissen                                                              | aufgezeichnet am 08. Juni 2024 vor Publikum in Hamburg im Rahmen der „Langen Nacht der ZEIT“ |
| 87  | 18.07.2024             | Matthias Maurer                    | Matthias Maurer, wie lebt es sich im All?                              | 9:46              | Over and out                                                              | aufgezeichnet am 17. Juni 2024 |
| 88  | 15.08.2024             | Daniel Kehlmann                    | Daniel Kehlmann, was ist eine gute Geschichte?                         | 4:14              | Jetzt ist auch mal gut                                                    | aufgezeichnet am 1. Juli 2024 |
| 89  | 27.09.2024             | Winfried Kretschmann               | Winfried Kretschmann, sind die Grünen noch zu retten?                  | 4:36              | hälenga                                                                   | aufgezeichnet am 25. September 2024 vor Publikum im Theaterhaus Stuttgart |
| 90  | 17.10.2024             | Bryan Ferry                        | Bryan Ferry, what is the secret to being cool?                         | 1:56              | Telefunken                                                                | aufgezeichnet am 5. September 2024 in Ferrys Heimstudio in London; die im Original englische Folge erschien parallel als KI-generierte deutsche Fassung                                                                                       |
| 91  | 29.10.2024             | Thomas Kehl                        | Thomas Kehl, wie werden wir reich?                                     | 6:59              | Fortuna Major                                                             | aufgezeichnet am 11. Oktober 2024 |
| 92  | 12.11.2024             | Daniel Brühl                       | Daniel Brühl, wie funktioniert Hollywood?                              | 4:17              | Han mer et?                                                               | aufgezeichnet am 22. Oktober 2024 |
| 93  | 28.11.2024             | Stefanie Stahl                     | Stefanie Stahl, was will das Kind in uns?                              | 4:40              | Gallibert                                                                 | aufgezeichnet am 28. Oktober 2024 |
| 94  | 09.12.2024             | Lage der Nation                    | „Lage der Nation“, wie ist die Lage der Nation?                        | 7:35              | Toninunzel                                                                | aufgezeichnet am 5. Dezember 2024, erste Folge mit zwei Gästen gleichzeitig |
| 95  | 18.12.2024             | Doris Dörrie                       | Doris Dörrie, wie erzählen wir die Geschichte unseres Lebens?          | 5:57              | pfiat eahna                                                               | aufgezeichnet am 11. November 2024 |
| 96  | 23.12.2024             | Hape Kerkeling                     | Hape Kerkeling, wie renovieren wir die Demokratie?                     | 2:47              | Merry Christmas                                                           | aufgezeichnet am 15. Dezember 2024 vor 1.200 Zuschauern in Berlin im Rahmen der „ZEIT-Podcast-Tour“ Singen Das ganze Leben ist ein Quiz mit Achim Hagemann                                                                                    |
| 97  | 09.01.2025             | Eva Menasse                        | Eva Menasse, verstehen Sie Deutschland?                                | 7:08              | Tante-Jolesch-Moment                                                      | aufgezeichnet am 22. November 2024 |
| 98  | 17.01.2025             | Friedrich Merz                     | Friedrich Merz, warum wollen Sie Kanzler werden?                       | 2:19              | Currywurst                                                                | aufgezeichnet am 17. Januar 2025 |
| 99  | 31.01.2025             | Olaf Scholz                        | Olaf Scholz, welche Fehler haben Sie gemacht?                          | 3:46              | Here Comes the Sun                                                        | aufgezeichnet am 30. Januar 2025 |
| 100 | 13.02.2025             | Sahra Wagenknecht                  | Sahra Wagenknecht, was hält Sie in der Politik?                        | 2:42              | îles flottantes                                                           | aufgezeichnet am 12. Februar 2025 |
| 101 | 15.02.2025             | Robert Habeck                      | Robert Habeck, wie Machiavelli sind Sie?                               | 2:17              | Hölderlin                                                                 | aufgezeichnet am 14. Februar 2025; er war auch Gast der ersten Folge und ist damit neben Ulrich Wickert, dessen erstes Gespräch versehentlich verfrüht endete, der zweite Gast, der zweimal eingeladen wurde                                  |
| 102 | 21.02.2025             | David Remnick                      | David Remnick, what is the secret of "The New Yorker"?                 | 2:19              | genug                                                                     | aufgezeichnet am 28. Januar 2025; das Interview wurde auf Englisch geführt; eine deutsche Übersetzung mit Künstlicher Intelligenz wurde am 8. April 2025 veröffentlicht                                                                       |
| 103 | 04.04.2025             | Cornelia Funke                     | Cornelia Funke, wie schlägt Ihr Tintenherz?                            | 6:25              | jetzt ist Hundezeit                                                       | aufgezeichnet am 22. März 2025 |
| 104 | 17.04.2025             | Charles Schumann                   | Charles Schumann, wie geht die perfekte Bar?                           | 4:34              | alles gesagt                                                              | aufgezeichnet am 22. März 2025 |
| 105 | 25.04.2025             | Lars Klingbeil                     | Lars Klingbeil, können Sie Vizekanzler?                                | 6:18              | Männer weinen heimlich                                                    | aufgezeichnet am 23. April 2025 |
| 106 | 06.05.2025             | Philipp Westermeyer                | Philipp Westermeyer, wie wird man Online Marketing Rockstar?           | 5:11              | Namu                                                                      | aufgezeichnet am 10. April 2025; Wiedereinladung nach misslungener Soundaufnahme beim Spotify Podcast Festival im Jahr 2022 |
| 107 | 12.06.2025             | Thomas Ostermeier                  | Thomas Ostermeier, was soll das Theater?                               | 6:01              | Donaudampfschifffahrtsgesellschaft                                        | aufgezeichnet am 3. Juni 2025 |
| 108 | 19.06.2025             | Heidi Reichinnek                   | Heidi Reichinnek, was ist heute links?                                 | 7:48              | Lagerfeuer                                                                | aufgezeichnet am 16. Juni 2025 |
| 109 | 10.07.2025             | Klaus Biesenbach                   | Klaus Biesenbach, was ist Kunst?                                       | 5:20              | Alopochen                                                                 | aufgezeichnet am 10. Juni 2025 |
| 110 | 24.07.2025             | Alli Neumann                       | Alli Neumann, wie wird man heute Popstar?                              | 3:33              | Giersch                                                                   | aufgezeichnet am 2. Juli 2025 |
| 111 | 14.08.2025             | Wim Wenders                        | Wim Wenders, was ist die Zukunft des Kinos?                            | 7:11              | Barista Hafer                                                             | aufgezeichnet am 14. Juli 2025 |